# 单元操作
单元操作是在化学工业生产中具有共同的物理变化特点的基本操作，是由各种化工生产操作概括得来的。单元操作和化工单元过程一起，组成学习化学工业生产的基础知识。单元操作是化学工程的主要研究领域。
单元操作涉及物理变化和化学变化包括：分离、结晶、蒸发、过滤、聚合、异构化和其他的反应。这些单元的原理和计算方法，可以应用到各种化工门类的设计和生产过程中。举个例子：在牛奶加工中，均质化、巴氏灭菌和包装都是单元操作，把他们连接起来就能得到完整的牛奶生产过程。一个化工过程可能需要许多单元操作才能从原料得到目标产品。

## 历史
历史上有一段时间，生产不同化学品的化工厂被认为是不同的工业过程，遵从着不同的原理。
亞瑟·迪宏·理特在 1916 年提出了单元操作的概念来解释化工过程。
1923 年，William Hultz Walker、沃倫·肯德爾·路易斯和 William H. McAdams 共同编写了《化学工程原理》一书，他们认为各种化学工业都遵循同样物理定律。
他们把相似的过程归纳为单元操作。每一种单元操作都遵循相似的物理规律，并适用于所有相关的化工行业。例如：使用相同的工程知识，就能为凝固汽油弹和小米粥分别设计一个搅拌器，即使这两种产品的制造、使用和市场完全不相同。单元操作是构建化学工程的基础。

## 化学工程
化学工程单元操作分为以下几类：
1. 流体输送过程：流体输送、过滤、固体流态化等
2. 传热过程：换热、液化、冷冻等
3. 传质过程：气体吸收、吸附、萃取、蒸馏、干燥等
4. 机械操作：固体输送、破碎和粉碎、筛分等

化工单元操作也可分为以下几类结合了不同过程的操作：
- 混合：流体混合
- 分离：蒸馏、精馏、结晶
- 反应：化学反应

此外，有很多单元操作甚至结合了以上分类的几种，如：反应精馏和搅拌釜反应器。
纯的单元操作是一个物理变化过程，而对混合了物理和化学变化的过程建模，需要同时考虑扩散等物理传传递和化学反应。这对催化反应的设计是很重要的，被认为是一门独立学科称为化学反应工程。
化工单元操作和化工单元过程是各种化学工业的主要原理，是化工厂设计的主要依据。
一般来说，设计单元操作从三大守恒（质量守恒、热量守恒和能量守恒）开始，先写下各组分对应传递量的守恒方程，再解方程组得到需要的设计参数，通常会得到一个范围，然后从中选取最优的方案并设计设备。
例如：设计一个板式精馏塔，先写下每块塔板的质量守恒方程，通过已知的气-液相平衡和效率，列出每种物质的的质量守恒方程，联立上述方程，解方程组可以得到一个范围。因为提高回流比可以降低理论塔板数，反之亦然。化学工程师需要在塔高、占用空间和施工成本方面找到最优的解决方案。